# Arnoldus Brocx
Mr. Arnoldus Brocx (Waalre, 26 augustus 1779 – 's-Gravenhage, 22 januari 1861) was een conservatief staatsman.
Hij was van 1830 tot 1838 secretaris-generaal van het ministerie van Waterstaat, Nationale Nijverheid en Koloniën. In 1834 was hij enkele maanden ad interim minister van Koloniën. In 1838 werd hij de eerste griffier van de Hoge Raad der Nederlanden.